# احمد نوراللهی
احمد نوراللهی (زادهٔ ۱۲ بهمن ۱۳۷۱) بازیکن فوتبال اهل ایران است که در پست هافبک برای باشگاه فوتبال کلبا در لیگ برتر امارات و تیم ملی ایران بازی می‌کند.
از باشگاه‌هایی که نوراللهی در آن‌ها بازی کرده، می‌توان به فولاد یزد،  پرسپولیس، تراکتور و شباب الاهلی اشاره کرد.

## دوران باشگاهی

### آغاز
او در سن ۱۶ سالگی به آکادمی جوانان فولاد یزد پیوست و در سال ۱۳۸۹ به تیم اول باشگاه راه یافت.

### فولاد یزد
او در لیگ آزادگان برای تیم فولاد یزد به میدان رفت و با نمایش‌های درخشانش یکی از عوامل اصلی بقای این تیم در لیگ یک بود.

### پرسپولیس تهران

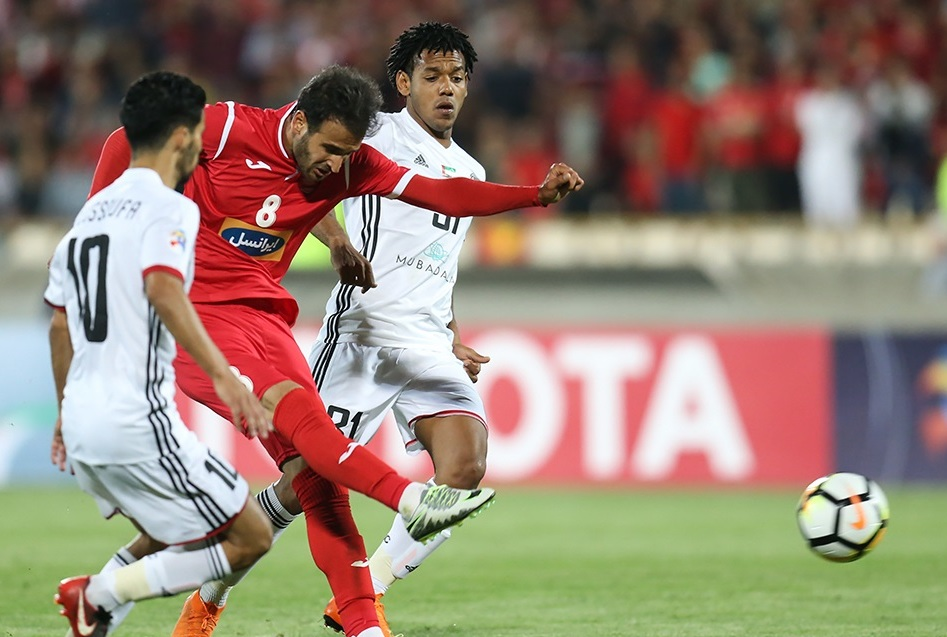
نوراللهی در حال زدن شوت منجر به گل در دیدار پرسپولیس و الجزیره در لیگ قهرمانان آسیا ۲۰۱۸

بعد از یک سال حضور در فولاد یزد، وی با قراردادی سه ساله در سال ۱۳۹۳ به باشگاه فوتبال پرسپولیس پیوست؛ احمد نوراللهی در دربی ۸۲ پایه‌گذار گل نخست پرسپولیس بود. او سربازی خود را در تراکتور تبریز گذراند.
در مسابقهٔ برگشت دو تیم پرسپولیس و الجزیره در لیگ قهرمانان آسیا ۲۰۱۸، او گل نخست پرسپولیس را با شوتی پرقدرت زد که در پایان با صعود پرسپولیس به مرحلهٔ ۱/۴ نهایی لیگ قهرمانان آسیا همراه بود؛ این گل همچنین برترین گل دیدارهای دور برگشت مرحلهٔ ۱/۸ نهایی لیگ قهرمانان آسیا ۲۰۱۸ شد.

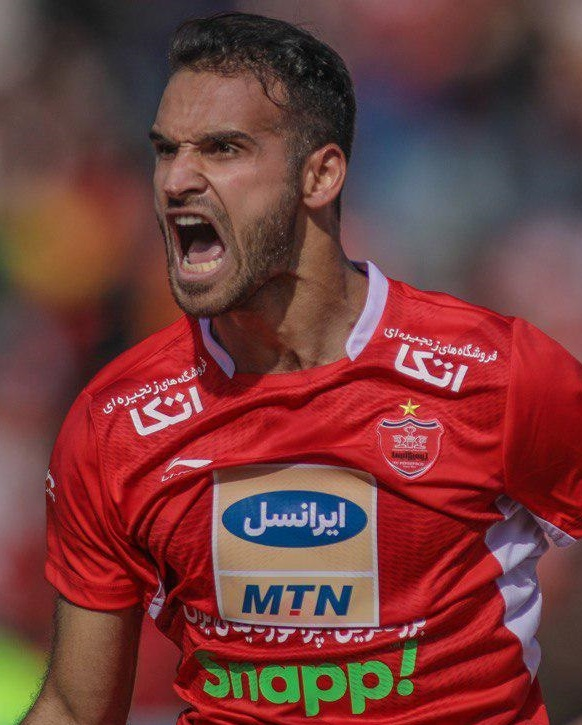
نوراللهی بعد از گلزنی در دربی ۹۰

احمد نوراللهی در شهرآورد هشتاد و نهم تهران، موفق شد در دقیقه ۲۱ مقابل رقیب سنتی یعنی استقلالگلزنی کند. با تک گل وی، بازی حساس که برنده آن تکلیف صدر جدول را بین پرسپولیس و استقلال در هفته بیست و سوم لیگ هجدهم مشخص می‌کرد، پرسپولیس توانست در صدر جدول باقی بماند.

### شباب الاهلی
در فصل ۱۴۰۰، احمد نوراللهی با قراردادی یک ساله به شباب الاهلی امارات پیوست. قرارداد او بعدا به مدت یک سال دیگر تمدید شد.

## دوران ملی

### زیر ۱۷ سال ایران
وی سابقه بازی برای تیم ملی زیر ۱۷ سال ایران را داراست.

### زیر ۲۰ سال ایران
او ۶ بازی رسمی برای تیم ملی زیر ۲۰ سال ایران انجام داده و یک گل هم زده‌است.

### زیر ۲۳ سال ایران
احمد نوراللهی ۷ بازی برای تیم ملی فوتبال زیر ۲۳ سال انجام داده‌است.

### بزرگسالان ایران

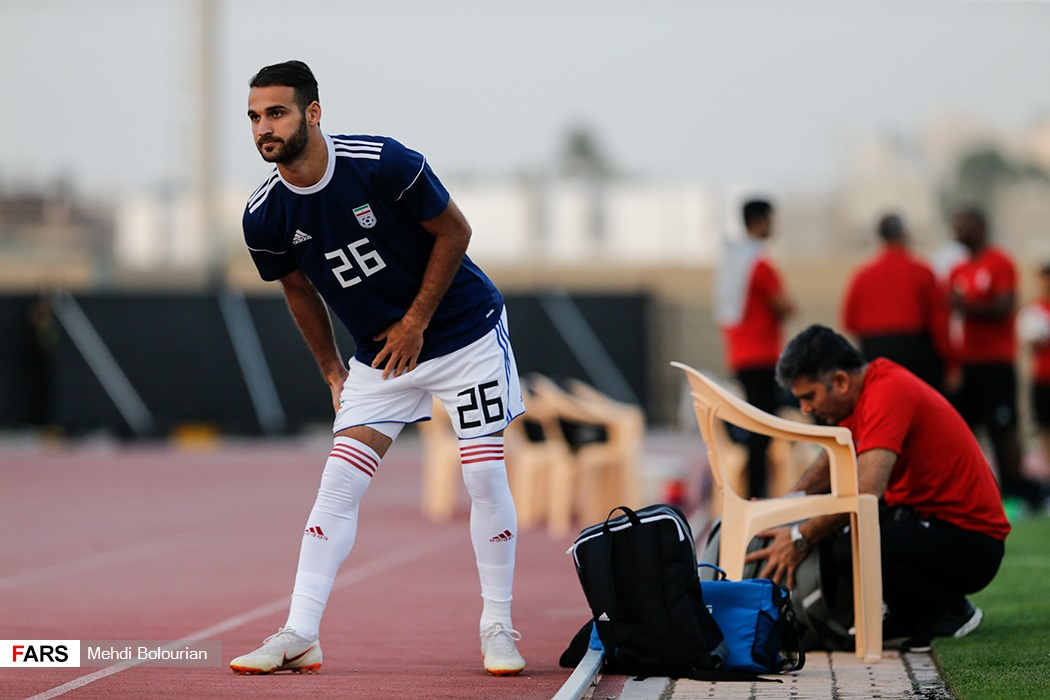
نوراللهی در تمرینات تیم ملی فوتبال ایران

در ۲۴ آبان ۱۳۹۷، احمد نوراللهی نخستین بازی خود را برای ایران، با نظر کارلوس کی‌روش و در برابر ترینیداد و توباگو انجام داد. او همچنین در فهرست پایانی بازیکنان تیم ملی فوتبال ایران برای جام ملت‌های آسیا ۲۰۱۹ قرار گرفت.

## آمار

### باشگاهی
| باشگاه            | دسته              | فصل               | لیگ برتر | لیگ برتر | جام حذفی | جام حذفی | آسیا | آسیا | سوپر جام | سوپر جام | مجموع | مجموع |
| باشگاه            | دسته              | فصل               | بازی     | گل       | بازی     | گل       | بازی | گل   | بازی     | گل       | بازی  | گل    |
| ----------------- | ----------------- | ----------------- | -------- | -------- | -------- | -------- | ---- | ---- | -------- | -------- | ----- | ----- |
| فولاد یزد         | لیگ یک            | ۹۱–۱۳۹۰           | ۰        | ۰        | ۰        | ۰        | –    | –    | –        | –        | ۰     | ۰     |
| فولاد یزد         | لیگ یک            | ۹۲–۱۳۹۱           | ۱۳       | ۱        | ۰        | ۰        | –    | –    | –        | –        | ۱۳    | ۱     |
| فولاد یزد         | لیگ یک            | ۹۳–۱۳۹۲           | ۲۰       | ۳        | ۰        | ۰        | –    | –    | –        | –        | ۲۰    | ۳     |
| مجموع فولاد یزد   | مجموع فولاد یزد   | مجموع فولاد یزد   | ۳۳       | ۴        | ۰        | ۰        | ۰    | ۰    | ۰        | ۰        | ۳۳    | ۴     |
| پرسپولیس          | لیگ برتر          | ۹۴–۱۳۹۳           | ۲۱       | ۱        | ۲        | ۰        | ۸    | ۰    | –        | –        | ۳۱    | ۱     |
| پرسپولیس          | لیگ برتر          | ۹۵–۱۳۹۴           | ۲۵       | ۲        | ۳        | ۰        | ۰    | ۰    | –        | –        | ۲۸    | ۲     |
| پرسپولیس          | لیگ برتر          | ۹۶–۱۳۹۵           | ۱۴       | ۰        | ۱        | ۰        | ۲    | ۰    | –        | –        | ۱۷    | ۰     |
| پرسپولیس          | لیگ برتر          | ۹۷–۱۳۹۶           | ۱۱       | ۰        | ۰        | ۰        | ۱۳   | ۱    | –        | –        | ۲۴    | ۱     |
| پرسپولیس          | لیگ برتر          | ۹۸–۱۳۹۷           | ۲۶       | ۲        | ۵        | ۰        | ۶    | ۰    | –        | –        | ۳۷    | ۲     |
| پرسپولیس          | لیگ برتر          | ۹۹–۱۳۹۸           | ۲۹       | ۴        | ۴        | ۰        | ۱۰   | ۰    | –        | –        | ۴۳    | ۴     |
| پرسپولیس          | لیگ برتر          | ۰۰–۱۳۹۹           | ۳۰       | ۱۰       | ۲        | ۱        | ۴    | ۰    | ۱        | ۰        | ۳۷    | ۱۱    |
| مجموع پرسپولیس    | مجموع پرسپولیس    | مجموع پرسپولیس    | ۱۵۶      | ۱۹       | ۱۷       | ۱        | ۴۳   | ۱    | ۱        | ۰        | ۲۱۷   | ۲۱    |
| تراکتور           | لیگ برتر          | ۹۶–۱۳۹۵           | ۴        | ۰        | ۰        | ۰        | ۰    | ۰    | –        | –        | ۴     | ۰     |
| مجموع تراکتور     | مجموع تراکتور     | مجموع تراکتور     | ۴        | ۰        | ۰        | ۰        | ۰    | ۰    | –        | –        | ۴     | ۰     |
| شباب الاهلی       | لیگ برتر امارات   | ۲۰۲۱–۲۰۲۲         | ۲۳       | ۳        | ۵        | ۰        | ۳    | ۰    | ۱        | ۰        | ۳۲    | ۳     |
| شباب الاهلی       | لیگ برتر امارات   | ۲۰۲۲–۲۰۲۳         | ۲۴       | ۱        | ۳        | ۱        | ۰    | ۰    | ۰        | ۰        | ۲۷    | ۲     |
| مجموع شباب الاهلی | مجموع شباب الاهلی | مجموع شباب الاهلی | ۴۷       | ۴        | ۸        | ۱        | ۳    | ۰    | ۱        | ۰        | ۵۹    | ۵     |
| الوحده            | لیگ برتر امارات   | ۲۰۲۳–۲۰۲۴         | ۲۶       | ۶        | ۱        | ۰        | ۰    | ۰    | ۰        | ۰        | ۲۷    | ۶     |
| الوحده            | لیگ برتر امارات   | ۲۰۲۴–۲۰۲۵         | ۲۶       | ۶        | ۱        | ۰        | ۰    | ۰    | ۰        | ۰        | ۲۷    | ۶     |
| مجموع الوحده      | مجموع الوحده      | مجموع الوحده      | ۵۲       | ۱۲       | ۲        | ۰        | ۰    | ۰    | ۰        | ۰        | ۵۴    | ۱۲    |
| مجموع آمار        | مجموع آمار        | مجموع آمار        | ۲۹۲      | ۳۹       | ۲۷       | ۲        | ۴۳   | ۱    | ۲        | ۰        | ۳۶۴   | ۴۲    |

### بازی‌های ملی
تا تاریخ ۱۳ اکتبر ۲۰۲۳
| ایران | ایران | ایران | ایران  |
| سال   | بازی  | گل    | پاس گل |
| ----- | ----- | ----- | ------ |
| ۲۰۱۸  | ۲     | ۰     | ۰      |
| ۲۰۱۹  | ۵     | ۲     | ۰      |
| ۲۰۲۰  | ۲     | ۰     | ۰      |
| ۲۰۲۱  | ۱۱    | ۱     | ۱      |
| ۲۰۲۲  | ۹     | ۰     | ۰      |
| ۲۰۲۳  | ۲     | ۰     | ۰      |
| مجموع | ۳۱    | ۳     | ۱      |

### گل‌های ملی
| شماره | تاریخ          | میزبان | بازی ملی | حریف   | نتیجه | رقابت                  |
| ----- | -------------- | ------ | -------- | ------ | ----- | ---------------------- |
| ۱     | ۱۰ اکتبر ۲۰۱۹  | تهران  | ۵        | کامبوج | ۱۴–۰  | مقدماتی جام جهانی ۲۰۲۲ |
| ۲     | ۱۴ نوامبر ۲۰۱۹ | امان   | ۷        | عراق   | ۱–۲   | مقدماتی جام جهانی ۲۰۲۲ |
| ۳     | ۱۱ نوامبر ۲۰۲۱ | صیدا   | ۱۹       | لبنان  | ۲–۱   | مقدماتی جام جهانی ۲۰۲۲ |

## افتخارات

### باشگاهی

#### پرسپولیس
- لیگ برتر خلیج فارس: قهرمان (۴): ۹۷–۱۳۹۶، ۹۸–۱۳۹۷، ۹۹–۱۳۹۸، ۱۴۰۰–۱۳۹۹
- جام حذفی فوتبال ایران: قهرمان (۱): ۹۸–۱۳۹۷
- سوپر جام فوتبال ایران: قهرمان (۳): ۱۳۹۷، ۱۳۹۸، ۱۳۹۹
- لیگ قهرمانان آسیا: نایب قهرمان (۲): ۲۰۱۸، ۲۰۲۰

#### شباب الاهلی
- لیگ برتر امارات متحده عربی: قهرمان (۱): ۲۰۲۳–۲۰۲۲

### فردی
- بهترین هافبک دفاعی سال نوروز فوتبالی (۲): ۱۳۹۸، ۱۳۹۹